# Чемпионат СССР по тяжёлой атлетике 1988
63-й чемпионат СССР по тяжёлой атлетике прошёл с 29 июня по 3 июля 1988 года в Харькове (Украинская ССР). В нём приняли участие 175 атлетов, которые были разделены на 10 весовых категорий и соревновались в двоеборье (рывок и толчок).

## Медалисты
| Категория    | Золото                     | Золото                 | Серебро                    | Серебро                | Бронза                           | Бронза                 |
| До 52 кг     | Исраил Исаков Коканд       | 245 кг (107,5 + 137,5) | Николай Тонян Баку         | 240 кг (105 + 135)     | Алексей Колокольцев Кемерово     | 237,5 кг (105 + 132,5) |
| До 56 кг     | Оксен Мирзоян Ереван       | 290 кг (125 + 165)     | Виктор Биляк Киев          | 267,5 кг (122,5 + 145) | Александр Власов Новосибирск     | 265 кг (120 + 145)     |
| До 60 кг     | Мухади Седаев Грозный      | 312,5 кг (142,5 + 170) | Амир Азизов Львов          | 302,5 кг (137,5 + 165) | Николай Захаров Кемерово         | 290 кг (130 + 160)     |
| До 67,5 кг   | Владимир Алёшкин Запорожье | 335 кг (150 + 185)     | Валерий Юров Москва        | 335 кг (150 + 185)     | Рамзан Мусаев Грозный            | 332,5 кг (147,5 + 185) |
| До 75 кг     | Фёдор Касапу Кишинёв       | 360 кг (157,5 + 202,5) | Сергей Мартыненко Донецк   | 360 кг (155 + 205)     | Владимир Грачёв Калинин          | 357,5 кг (162,5 + 195) |
| До 82,5 кг   | Исраил Арсамаков Грозный   | 385 кг (172,5 + 212,5) | Александр Гусаков Витебск  | 380 кг (175 + 205)     | Геннадий Меженский Ворошиловград | 375 кг (170 + 205)     |
| До 90 кг     | Наиль Мухамедьяров Ленинск | 402,5 кг (182,5 + 220) | Сергей Сырцов Наманган     | 400 кг (182,5 + 217,5) | Сергей Горбатко Могилёв          | 390 кг (177,5 + 212,5) |
| До 100 кг    | Александр Попов Красноярск | 430 кг (190 + 240)     | Виктор Шевчик Минск        | 417,5 кг (187,5 + 230) | Андрей Денисов Харьков           | 410 кг (185 + 225)     |
| До 110 кг    | Андрей Рапопорт Рига       | 435 кг (200 + 235)     | Ризван Гелисханов Таганрог | 432,5 кг (200 + 232,5) | Роман Караваев Иркутск           | 427,5 кг (190 + 237,5) |
| Свыше 110 кг | Александр Гуняшев Таганрог | 465 кг (212,5 + 252,5) | Евгений Сыпко Алма-Ата     | 455 кг (210 + 245)     | Сергей Нагирный Днепродзержинск  | 450 кг (200 + 250)     |